# Долина (фильм)
«Долина» (фр. La Vallée) — кинофильм режиссёра и автора сценария Барбе Шрёдера. Главная героиня фильма — Вивьен (Бюль Ожье), утонченная женщина, которая отправляется в Новую Гвинею на поиски товара для своего бутика в Париже.
Альбом Pink Floyd Obscured by Clouds является саундтреком к фильму.

## Сюжет
Вивьен — жена французского консула в Мельбурне, которая присоединяется к группе исследователей в поисках таинственной скрытой долины в джунглях Новой Гвинеи, где она надеется найти перья чрезвычайно редкой экзотической птицы. По пути через плотные джунгли Папуа — Новой Гвинеи и на пике Горы Джилоу, она и небольшая группа исследователей вступают в контакт с племенем Мапука, одной из наиболее изолированных групп людей на земле, в обычаи которого входит обет вечного молчания.

## В ролях
- Бюль Ожье — Вивьен
- Жан-Пьер Кальфон — Гаэтан
- Майкл Готард — Оливье
- Жером Боварль — Ян
- Моника Жироди — Моника

## Интересные факты
- Фрагменты данного фильма были использованы в итальянском фильме ужасов Ад живых мертвецов.